# Xu Lijia
Xu Lijia (chinesisch 徐莉佳; * 30. August 1987 in Shanghai) ist eine ehemalige chinesische Seglerin.

## Erfolge
Xu Lijia, die in der Bootsklasse Laser Radial startet, nahm an drei Olympischen Spielen teil. 2008 beendete sie in Peking die Regatta mit 50 Punkten auf dem dritten Rang hinter Anna Tunnicliffe und Gintarė Volungevičiūtė und erhielt somit die Bronzemedaille. Bei den Olympischen Spielen 2012 in London gelang ihr ein noch besseres Resultat, als sie mit 35 Punkten Olympiasiegerin wurde. Vier Jahre darauf kam sie in Rio de Janeiro nicht über den 18. Platz hinaus. Bei Weltmeisterschaften gelang ihr 2006 in Los Angeles der Titelgewinn und sicherte sich 2008 in Auckland und 2012 in Boltenhagen jeweils die Silbermedaille. Zwei weitere Goldmedaillen gewann Xu bei den Asienspielen. 2002 belegte sie in Busan in der Bootsklasse Optimist den ersten Rang, sowie 2006 in Doha in der Bootsklasse Laser Radial.
2012 zeichnete der Weltverband World Sailing Xu als Weltseglerin des Jahres aus.